# Maggie Barry
Maggie Barry, född 1960 i Wellington, Nya Zeeland, nyzeeländsk skådespelare och kläddesigner.